# 백일몽 (그림)
《백일몽》(프랑스어: La Reverie, 영어: The Day Dream) 또는 《잔 사마리의 초상》(영어: Portrait of Jeanne Samary)은 오귀스트 르누아르가 1877년에 그린 유화이며 현재 모스크바의 푸시킨 미술관에 소장되어 있다. 이 작품은 1875년 연극 《타르튀프》에서 도린 역으로 데뷔한 파리 코메디 프랑세즈 출신의 젊은 여배우 잔 사마리를 그린 것이다. 당시 그녀는 르누아르의 집에서 멀지 않은 루 프로쇼에 살았다. 르누아르는 잔 사마리를 여러 번 그렸는데, 그중 하나가 1878년에 그린 《잔 사마리의 초상화》(에르미타주 미술관 소장)이다.
《백일몽》은 1877년 제3회 인상파 전시회에 전시되었는데, 대체로 부정적인 반응을 얻었다. 이 작품은 후에 이반 모로조프의 컬렉션에 속하게 되었는데, 10월 혁명 이후 소련이 이 작품을 압수했다. 1970년 소련 우표에 등장하기도 했다.